# Спрингфилдски модел 1840 Flintlock
Спрингфилдски модел мускете 1840. (енгл. Flintlock) или кремењаче калибра од .69 инча и дужине цеви од 42 инча (106,68) cm произвођен је у Спрингфилдској фабрици оружја. Произведено је око 30.000 комада, на два потписана уговора између 1840. и 1846.